# The Residence (Miniserie)
The Residence (engl.: Die Residenz) ist eine amerikanische Krimi-Comedy-Drama-Fernsehserie, die von Paul William Davies für Netflix entwickelt wurde. Die Serie basiert auf dem Roman von Kate Andersen Brower The Residence: Inside the Private World of the White House und wurde im März 2025 veröffentlicht. Nach der ersten Staffel wurde die Serie abgesetzt.

## Handlung
Die Geschichte spielt im Weißen Haus, wo es während eines Staatsbanketts mit australischen Gästen zu einem Mord kommt: Der Chief Usher wird tot aufgefunden. Zur Aufklärung des Falls wird die Detektivin Cordelia Cupp hinzugezogen.

## Produktion
Im Juli 2018 kündigte Netflix The Residence als Teil eines Vertrags mit Shondaland an. Gemeinsam sicherten sich beide die Rechte zur Adaption des Buchs The Residence: Inside the Private World of the White House von Kate Andersen Brower.
Im März 2022 wurde bekanntgegeben, dass die Serie aus acht etwa einstündigen Episoden bestehen wird. Paul William Davies, Autor der Serie Scandal und Schöpfer von For the People, übernahm im Rahmen seines Exklusivvertrags mit Netflix die Rolle des Showrunners und Executive Producers. Auch Shonda Rhimes und Betsy Beers von Shondaland fungieren als Executive Producers an seiner Seite.

### Besetzung
| Rolle                   | Beschreibung                                                                                   | Schauspieler         | Folge(n)         | Synchronsprecher/-in     |
| ----------------------- | ---------------------------------------------------------------------------------------------- | -------------------- | ---------------- | ------------------------ |
| Detective Cordelia Cupp | Detektivin, die als externe Beraterin für das Metropolitan Police Department arbeitet          | Uzo Aduba            | 1–8              | Elisa Bannat             |
| A.B. Wynter             | Mordopfer und Chief Usher des Weißen Hauses. Er leitete das Personal der Präsidentenresidenz.  | Giancarlo Esposito   | 1–8              | Oliver Siebeck           |
| Lilly Schumacher        | Sekretärin des Präsidenten – zuständig für offizielle gesellschaftliche Anlässe im Weißen Haus | Molly Griggs         | 1–8              | Anita Hopt               |
| Harry Hollinger         | Berater des Präsidenten                                                                        | Ken Marino           | 1–8              | Peter Lontzek            |
| Edwin Park              | FBI Special Agent                                                                              | Randall Park         | 1–8              | Tobias Nath              |
| Jasmine Haney           | Assistant Usher                                                                                | Susan Kelechi Watson | 1–8              | Magdalena Helmig         |
| Larry Dokes             | Polizeichef des Metropolitan Police Department                                                 | Isiah Whitlock Jr.   | 1–8              | Engelbert von Nordhausen |
| Tripp Morgan            | Bruder des Präsidenten                                                                         | Jason Lee            | 1–8              | Peter Flechtner          |
| Rollie Bridgewater      | Head Butler                                                                                    | Al Mitchell          | 1–8              | Torsten Münchow          |
| Colin Trask             | Leiter des Secret-Service-Teams zum Schutz des Präsidenten                                     | Dan Perrault         | 1–8              | Jannik Endemann          |
| Didier Gotthard         | Executive Pastry Chef (Dessert-Chef)                                                           | Bronson Pinchot      | 1–8              | Viktor Neumann           |
| Elsyie Chayle           | Hausdame                                                                                       | Julieth Restrepo     | 1–8              | Runa Aléon               |
| Bruce Geller            | Haustechniker                                                                                  | Mel Rodriguez        | 1–8              | Tommy Morgenstern        |
| Marvella                | Köchin                                                                                         | Mary Wiseman         | 1–8              | Josephine Schmidt        |
| Sheila Cannon           | Butlerin                                                                                       | Edwina Findley       | 1–8              | Anke Reitzenstein        |
| Elliot Morgan           | First Gentlemen                                                                                | Barrett Foa          | 1–8              | Ozan Ünal                |
| Angie Huggins           | Malerin, spielte oft mit A.B. Wynter Backgammon                                                | Juliette Jeffers     | 1–8              | Heide Domanowski         |
| Aaron Filkins           | Senator von Washington                                                                         | Al Franken           | 1–8              | Oliver Stritzel          |
| George McCutcheon       | Pförtner                                                                                       | J.D. Hall            | 1–8              | Samuel Zekarias          |
| Margery Bay Bix         | Senatorin von Colorado                                                                         | Eliza Coupe          | 1–6, 8           | Sabine Falkenberg        |
| Perry Morgan            | Präsident der Vereinigten Staaten                                                              | Paul Fitzgerald      | 1, 2, 4–8        | Stefan Gossler           |
| Nan Cox                 | Schwiegermutter des Präsidenten der Vereinigten Staaten                                        | Jane Curtin          | 1, 2, 4, 5, 7, 8 | Nina Herting             |
| Stephen Roos            | Premierminister von Australien                                                                 | Julian McMahon       | 1, 2, 4–6,8      | Marcus Off               |
| Kylie Minogue           | spielt sich selbst                                                                             | Kylie Minogue        | 1–3, 5, 6, 8     | Dina Kürten              |

Julian McMahon, der einen fiktiven australischen Premierminister spielt, ist der Sohn des früheren australischen Premierministers William McMahon. Al Franken, der einen Senator und Vorsitzenden eines Ausschusses spielt, war von 2009 bis 2018 selbst US-Senator für Minnesota.

### Dreharbeiten
Die Produktion der Serie wurde aufgrund der Hollywood-Streiks im Jahr 2023 unterbrochen, nachdem vier der insgesamt acht geplanten Episoden abgedreht worden waren. Die Wiederaufnahme der Dreharbeiten war ursprünglich für den 2. Januar 2024 vorgesehen. Allerdings starb am 11. Dezember 2023 Andre Braugher, der die Rolle des A.B. Wynters spielte. Im Februar 2024 wurde bekanntgegeben, dass die Produktion fortgesetzt wurde und Giancarlo Esposito die Rolle von Braugher übernommen hat. Die letzte Episode endet mit einer Widmung an Braugher.

## Vogelbeobachtung in der Serie
Ein zentrales erzählerisches Element der Serie ist die Leidenschaft der Detektivin Cordelia Cupp für Vögel. Ihre ornithologische Begeisterung zieht sich durch alle Episoden. Es ist zum einen häufige Beschäftigung und zum anderen verwendet sie die Vögel als wiederkehrende Metaphern. Immer wieder verweist sie auf die Vogelbeobachtungen Theodore Roosevelts auf dem Gelände des Weißen Hauses. Dessen Liste hakt sie ab, wenn sie selbst eine der Arten sichtet.
Erwähnte Vögel
| Folge | Vogelart                                        | Kontext |
| ----- | ----------------------------------------------- | --- |
| 1     | Specht                                          | Der erste Vogel auf Cupps Vogelbeobachtungsliste. |
| 1     | Sperlinge                                       | Cupp erwähnt, dass Theodore Roosevelt mindestens 20 Sperlinge auf dem Gelände des Weißen Hauses beobachtete. |
| 1     | Dimorpher Juwelenvogel (Ptilorrhoa geislerorum) | Ein Vogel, den Cordelia in Papua-Neuguinea beobachten wollte, als sie zum Weißen Haus gerufen wurde, um den Mord an A.B. Wynter aufzuklären. |
| 1     | Kreischeulen (Megascops)                        | Ein weiterer Vogel auf der Vogelbeobachtungsliste. |
| 1     | Singammer (Melospiza melodia)                   | Cupp sichtet ihn auf dem Gelände des Weißen Hauses. Chief Dokes soll für sie abhaken, hakt aber Fox Sparrow ab. |
| 2     | Falke                                           | Der Vogel, den sich Cupp am meisten wünscht auf dem Gelände des Weißen Hauses zu sehen. |
| 2     | Lerchenstärling (Sturnella magna)               | Cupp beobachtete einen die Woche zuvor in Maryland und dachte zunächst es sei ein Yellow-Throated Longclaw. Dieser lebt allerdings nur in Afrika, was sie als Metapher nutzt, um zu erklären, dass der Kontext wichtig ist.                                                                           |
| 2     | Tuamotu Strandläufer (Prosobonia parvirostris)  | Der Vogel, den sie beim Strandausflug mit ihrem Neffen beobachten wollte. |
| 5     | Nemesis-Vogel                                   | Kein tatsächlicher Vogel, sondern laut Cupp ein Begriff aus der Vogelbeobachtung für einen Vogel, den man trotz vieler Versuche nicht sieht – und nicht vergessen kann. |
|       | Riesen-Ameisenpitta (Grallaria gigantea)        | Für den Vogel fliegt Cupp nach Ecuador während der Gerichtsverhandlung. |
| 7     | Blassfußschwalbe (Orochelidon flavipes)         | Nach ihrer Rückkehr aus Ecuador sitzt Cupp mit Agent Park und Chief Dokes im Auto und spricht am Telefon mit dem Vogelbeobachter Kenn Kaufman, der diesen Vogel erstmals in Venezuela gesichtet hat.                                                                                                  |
|       | Gebirgsmeise (Poecile gambeli)                  | Von allen Meisenarten hält Cupp die Gebirgsmeise für die interessanteste. Im Herbst versteckt sie bis zu 80.000 Samen und findet sie im Winter dank ihres guten Gedächtnisses wieder. |
|       | Sägekauz (Aegolius acadicus)                    | Cupp beobachtet einen auf dem Gelände des Weißen Hauses. |
|       | Spottdrossel                                    | Spottdrosseln erkennen, wenn Insekten in der Nähe sind, auch ohne deren genauen Standort. Sie schlagen mit den Flügeln, um eine Reaktion auszulösen. „Achte auf das Zucken“, sagt Cupp zu Agent Park – und meint damit den Mörder.                                                                    |
| 8     | Wandertaube                                     | Die Wandertaube war einst der häufigste Vogel der Welt, starb aber im 19. Jahrhundert fast vollständig aus. Die letzte Sichtung soll laut Cupp von Theodore Roosevelt stammen. Daraus schließt Cupp: Auch eine dritte Person als Täter neben Elsyie Chayle und Bruce Geller ist nicht auszuschließen. |
| 8     | Rallenflöter (Eupetes macrocerus)               | Der Vogel auf der Tapete im Schlafzimmer des Präsidenten. Er ist schwer zu identifizieren. Sein Gesang wirkt, als käme er von woanders. Cupp verwendet den Vogel als Anspielung auf die Unsicherheit in einem Kriminalfall.                                                                           |